# Edificio del Banco de España (Ciudad Real)
El antiguo Banco de España es un edificio de la ciudad de Ciudad Real, en España. Antigua sede del Banco de España, cuenta con el estatus de bien de interés cultural.

## Descripción
El edificio del Banco de España en Ciudad Real fue proyectado por Sebastián Rebollar en 1903. Se ubica en el número 2 de la plaza del Pilar. Plantea un punto de arranque y una culminación de los procedimientos compositivos y constructivos propios de un estilo ecléctico. La fachada plantea la utilización conjunta de ladrillo y piedra, organizando un orden gigante apilastrado que cierra la composición de los cinco vanos en las dos plantas inferiores del edificio. El cuerpo superior se organiza con el desarrollo de un orden menor en consonancia con la dimensión de los huecos, sensiblemente menores que los de los cuerpos inferiores.
La planta inferior dispone de un zócalo de piedra sobre el que se produce el arranque de los huecos verticales; huecos que en la planta principal son balcones con un cuidado adintelado en piedra. El remate de la composición de los tres cuerpos se ejecuta con una balaustrada de piedra, pero dilatándose más el intervalo de las pilastras, que quedan situadas en los límites del paño mural. El interior del edificio está estructurado a partir de un patio central con doble altura y con iluminación cenital a través de un cuerpo acristalado. En la década de 2010 cumplía la función de centro residencial.
El edificio fue declarado bien de interés cultural, en la categoría de monumento, el 30 de enero de 1996, mediante un decreto publicado el 9 de febrero de ese mismo año en el Diario Oficial de Castilla-La Mancha (DOCM).